# クルト・マイネル
クルト・マイネル（Kurt Meinel、1898年 - 1973年）は、ドイツの教育学者。体育教育学が専門。
ドイツにて生まれ、5年間の小学校教員勤務を経て、ライプツィヒ大学に入学。1927年に同大学で哲学博士号を取得。第二次世界大戦中は捕虜収容場勤務。1950年から東ドイツ、ライプツィヒのドイツ身体文化大学(DHfK)で講師、その後教授を勤め、体育教員育成のための代表的なテキストとなる「運動学」を書き上げる。

## 主な著書
- 『マイネル・スポーツ運動学』（邦訳：大修館、19８1年)

マイネル年譜

1898年12月1日，フォークトランド地方，チェコ国境に近いクリンゲンタールという小村の農家に生まれる。8年制の小学校を卒業した後，アウァーバッハでの教員養成セミナーに参加し教師のための資格を取得する。
1917年(19歳）シュナルターネ小学校での教員代理を1年間勤める。
1919年(21歳）レンゲンフェルト小学校代用教員として4年間，おもに体育を担当して，教師の道を歩み始める。
小学校教師として5年間の活動の後，ライプチッヒ大学へ進み，さらに学問研究への道を志す。開始の正確な日時は不明だが，ライプチッヒ大学では，体育，歴史，地理，哲学を専攻する。この間は生活費や学費をアルバイトで稼ぎ出さねばならず，勤労学生としての日々がつづく。
1925年(27歳）ライプチッヒ技術学校，体育・スポーツ教師として働く間にも，博士論文の制作に取りかかり，1927年に完成させる(29歳）。論文のテーマは，「オットー・レオンハルト・フォイブナーの生涯と業績」である。フォイブナーは，1849年，ドレスデンで起こった5月革命の指導者でもあるが，彼の体育的業績や政治的主張を考察した，スポーツ史に関する論文である。
1927年(29歳）ライプチッヒ大学教育学部，助手として働く。
1928年1928年より1945年終戦(47歳）まで，ライプチッヒ教員養成所，講師に就任し体育方法学を講義し，小学校および職業学校の体育教員養成に尽力する。
この時期から，すでにスポーツ運動の問題性に関する研究を手がけ始める。
1933年以降，ナチズムに対するイデオロギー的抵抗を試みることに勢力を割かれる。
1939年(41歳）軍隊に入隊し，フランス人の捕虜収容所に勤務する。それは1946年(47歳）までつづく。
1946年(48歳）ライプチッヒに復員するも，教員養成所は廃止され食糧を確保するだけで精一杯の日々がつづく。そのため，農作業をして過ごすこともしばしばである。
1948年3月8日から5月29日まで開催された，国家および地方の教員養成や再教育のための講習会において体育の専門分野で指導者として講義する。そこでは，体育の方法学的基礎が講義され戦後という困難な状況下にあっても，将来的展望を持った高い水準が保持され，この講習会から後に優秀な指導者が輩出する。
そして，講習会終了後も，自由意思で研究会が組織され，毎週1回定期的に研究会がつづけられ，その中には運動発達の共同研究者となったケラー女史も含まれている。
この研究会は， 1959年までつづけられる。
1949年ライプチッヒ教育委員会の委嘱を受け，教員養成や再教育の仕事に従事する。
同時に，成人教育や青少年のスポーツにも関係し，社会体育の分野でも活動する。
この当時，子どものスポーツ祭典やクリスマスのスポーツ大会には，マイネル作曲のダンスや体操のための伴奏音楽が演奏され，大変喜ばれた。1951年にはそれらはまとめて出版されている。
1950年(53歳） 10月22日に，ライプチッヒにドイツ身体文化大学(DHfK) が設立され，スポーツ指導者としてされ，1年後に講師となる。最初の入学生は96名で，マイネルは実技指導者として「遊戯」や「音楽と運動」を指導する一方，「体育の一般方法学」を講義する。
創立間もない大学のカリキュラムや指導内容の編成にとって，マイネルのこれまでの経験は大変貴重なものとなる。
設立当時のDHfKは，学生も少なくこぢんまりとした，家庭的な雰囲気で運営され，後にその中から，多くの優秀な指導者が輩出する。
1952年(54歳）教授に昇任する。創立以来，大学評議員として大学運営に参画するが，教授昇任に伴って論文審査者，科学顧問会議議長，学部長，講座主任などを歴任し大学運営に尽力する。マイネルの当初の専門分野は，体育方法学であったが，つねに「方法学の基礎となりうる実践理論」はいかなるものか，を模索しつづけていたことは，講義内容に運動学の必要性を説いていることからうかがい知ることができる。
　　　この間に，次のような論文を，『身体文化の理論と実践』誌，および『身体教育』誌に発表する。「総ての発達段階に対する開始時期の例示」身体教育1951/付録），「振動と跳躍J(同1951/3.付録），「体育指導者の仕事と基本的資質J(同1952/4.), 「体育の方法学の領域での研究活動について」（同1952/5.), 「方法学領域に対する研究活動の問題性」（体育の理論と実践1952/5.), 「体育の理論～身体文化と体育の理論的問題性について～」（同1953/3.), 「共同科学研究の実現に対する試案」（同1953/12.), これらの内容もまた方法学の問題性を指摘しつつ，その基礎理論として，運動学の必要性を啓蒙するものである。
1954年(57歳）1954年4月，独立講座として「運動学講座」設置が正式に決定される。同年，レニングラードを訪問し，前年ライプチッヒを来訪したクレストフニコフと再会する。1953年以降，マイネルの研究は次第にスポーツ運動学の問題に集中して展開される。以下の論文にもその点が，よく現れている。
「研究計画1954年，体育やスポーツの分野の年間研究プラン」（身体文化の理論と実践1954/7.), 「パブロフ・クレストフニコフの理論に応じた体操の指導活動の基礎づけについて」（同1954/7.), 「スキージャンプのトレーニング方法および研究法の完成と発展に関する試論」（同1954/12.), また，雑誌『身体教育』には［技術と様式」(1954/6.)を発表し，運動学の専門語用語の概念規定の重要性を認識させた。さらにそれは翌年発表した「全身的巧みさと部分的巧みさ」（同1956/5.) へと展開する。
4月に承認された講座への学生の受け入れが始まり，55年には本格的にゼミや講義が行われるようになる。1955年は運動学の基礎が固まった年と位置づけられる。
1955年5月「運動学－運動研究」の論文を上掲の両誌に発表するとともに，運動学の研究分野，研究対象，研究方法など学問体系としての確立をめざす公開討論会を開催する。
その内容はシュナーベルによってまとめられ，『身体文化の理論と実践』誌に連続して発表される。「運動研究の問題性について」(1955/6.), 「マイネル教授の運動研究の問題性の講演要旨」（同1955/7.) ,「マイネル教授の運動研究の問題性の講演に関する討論のまとめ」（同1955/8.) がそれである。そこでは， 19世紀から20世紀にかけての運動研究を概観し，分析的諸科学の研究上の問題点を指摘し，方法学の基礎理論となりうる教育学的運動学の必要性をアピールし，モルフォロギー運動学研究を推進している。
パリで開催された国際オリンピック委員会(IOC)の会議に随行し，東ドイツオリンピック委員会の独立に働く。「Citius-altius-fortius」 (身体文化の理論と実践1955/8.) にその経緯を報告している。
1956年マイネル指導のもとで，最初の卒業論文が提出され，運動学専攻の卒業生を送り出す。
1957年運動学研究の実践性を主張する論文，「運動学の専門領域の独自性と科学的性格についての一考察」（身体文化の理論と実践1957/7 .)を発表する。
1958/59年『身体教育』誌に「労働運動系とスポーツ運動系」（同1958/12.,1959/2.) の論文を発表し，運動学の対象であるスポーツ運動の特性を明らかにする。
人間の運動の持つ〈達成性〉を中心に考察し，運動教育への展開を図ろうとする意図がうかがえ，ライフワークとなった『運動学』の対象認識に共通するものである。1958/59年遠距離の学生のための指導書として， 1960年に刊行される『運動学』の草稿版ともいえる『運動学』が刊行される。この草稿版の内容については本文で述べたが，運動学研究の成果としてのカテゴリー論，運動発達論，運動学習論が論じられ，運動研究の成果としていちはやく学生たちに講義されている。
1960年マイネルがライフワークとしてきた『運動学』が完成し，出版され大きな波紋を呼び起こした。副題に「教育学的視点をもつ運動理論の試み」とあるように，体育教師やスポーツ指導者にとってまたとない実践的な方法論に対する基礎理論を提供することになる。
一般運動学のこうした発展は，一定の個別スポーツ種目へと発展する。
弟子たちはすでに個別運動学に着手し，器械運動のボールマンや球技運動学のデブラーがそれである。
1961年この年の8月，体育・スポーツ世界評議会の主催する国際セミナーがライプチッヒで開催され， 3日間の会期のうち1日が集中して運動学の問題に当てられる。そこでのマイネルの基調講演や弟子による研究報告あるいは，外国の出席者との討論は運動学の理解をいっそう早め，世界的な波及を見せ始める。議長となったジョクル(USA)は，この著作を「比類のない出版物」と評したといわれている。その他にオランダのブロートなど，世界の著名な研究者をまじえての討論は運動学を世界に普及させるまたとない機会となった。その内容については本文で紹介したが，その際マイネルが述べた〈感性学的考察法〉は，運動学のさらなる発展を示すものとして注目される。その内容は「スポーツ教育学的視点をもつ運動学」（身体文化の理論と実践1961/11.－12 .)に詳細に報告されている。
　　　マイネルのライフワークとなったこの著作はポーランド語，アラビア語，スペイン語，日本語などに翻訳され世界に波及する。マイネルは，退官までの数年間，講義内容にすでに〈感性学的考察法〉を取り入れ講義するとともに，運動モルフォロギーの理論的発展や啓蒙に努める。
それは，1960年に出版された『体育・スポーツ小辞典』で「運動モルフォロギー」(1960) として解説したり，DHfK紀要に「スポーツ教育学的視点のもとでの運動学の基本傾向」(1960/61) の論文に示されている。
1963年12月1日65歳を迎え，翌年(1964年）にはDHfKを退官し，年金生活に入る。
1965年(67歳）退官後数年間非常勤講師として運動学の講義をするとともに，スポーツ感性学の執筆をつづける。
オリジナル版『運動学』第4版(1970), 第5版(1972) が増刷出版される。感性学的考察法を加筆した改訂版の準備を進めていたと伝えられるも，実現していない。
1972年病気のためすべての執筆活動は中止される。
1973年10月27日死去(75歳），ライプチッヒ市内のオストフリードホーフに埋葬される。
（金子明友著「動きの感性学」より）